# Susan Downey
Susan Nicole Levin, coniugata Downey (Schaumburg, 6 novembre 1973), è una produttrice cinematografica e produttrice televisiva statunitense.
Dal 2006 al 2009 è stata vicepresidente esecutivo di produzione della Silver Pictures. È sposata con l'attore Robert Downey Jr. dal 2005.

## Biografia
Nata e cresciuta nell'Illinois, si diploma valedictorian presso la Schaumburg High School nel 1991. Interessata a perseguire la carriera nel settore della produzione cinematografica, si trasferisce in California dove si laurea alla scuola di cinema e televisione della University of Southern California. Ha iniziato a lavorare presso la New Line Cinema, dove, non accreditata, ha curato la produzione del film Mortal Kombat del 1995 e del suo sequel del 1997, Mortal Kombat - Distruzione totale.
Nel 1999 viene assunta dal produttore Joel Silver per lavorare presso la sua casa di produzione Silver Pictures. Levin viene incaricata dello sviluppo di alcuni progetti della Silver Pictures e della Dark Castle Entertainment, la suddivisione della compagnia dedicata ai film horror fondata da Joel Silver, Robert Zemeckis e Gilbert Adler. Tra i suoi primi incarichi, lo sviluppo e la produzione di film come I tredici spettri e Codice:Swordfish. Nel 2002 è co-produttrice di Nave fantasma e successivamente di Amici x la morte.
Nel 2003 la Levin produce il thriller Gothika con protagonisti Halle Berry e quello che in seguito sarebbe diventato suo marito, Robert Downey Jr..
Nel 2005 produce l'horror La maschera di cera ed è produttrice esecutiva della commedia nera Kiss Kiss Bang Bang interpretata dal marito e da Val Kilmer, in cui viene accreditata per l'ultima volta con il cognome da nubile.
Nel 2006 Susan Downey viene promossa vicepresidente esecutivo della Silver Pictures, da quel momento produce una lista considerevole di film; I segni del male, Invasion, Il buio nell'anima e RocknRolla. Nel febbraio del 2009 lascia la carica di vicepresidente esecutivo alla Silver Pictures, ma ciò nonostante porta a termine gli impegni presi con la società, ovvero la produzione di Sherlock Holmes e Codice Genesi.

## Vita privata
Nel 2003, sul set di Gothika, conosce l'attore Robert Downey Jr. La coppia si è sposata il 27 agosto 2005 con una cerimonia ebraica. Hanno un figlio, Exton Elias Downey, nato il 7 febbraio 2012, e una figlia, Avri Roel Downey, nata il 4 novembre 2014.

## Filmografia parziale
- La maschera di cera (House of Wax) (2005)
- I segni del male (The Reaping) (2007)
- Il buio nell'anima (The Brave One) (2007)
- RocknRolla (2008)
- Orphan (2009)
- Whiteout - Incubo bianco (Whiteout) (2009)
- Sherlock Holmes (2009)
- Codice Genesi (The Book of Eli) (2010)
- Iron Man 2 (2010)
- Parto col folle (Due Date) (2010)
- Unknown - Senza identità (Unknown) (2011)
- Sherlock Holmes - Gioco di ombre (Sherlock Holmes: A Game of Shadows) (2011)
- Non-Stop (2014)
- The Judge (2014)
- Dolittle (2020)
- Perry Mason – serie TV (2020-2023) - produttrice esecutiva
- Sweet Tooth – serie TV (2021) - produttrice esecutiva
- Il simpatizzante (The Sympathizer), regia di Park Chan-wook, Fernando Meirelles e Marc Munden – miniserie TV, 7 puntate (2024) - produttrice esecutiva